# Divizia A 1972-1973
La Divizia A 1972-1973 è stata la 55ª edizione della massima serie del campionato di calcio rumeno, disputato tra il 20 agosto 1972 e il 24 giugno 1973 e si concluse con la vittoria finale della Dinamo București, al suo settimo titolo.
Capocannoniere del torneo fu Ion Oblemenco (Universitatea Craiova), con 21 reti.

## Formula
Come nella stagione precedente le squadre partecipanti furono 16 e disputarono un turno di andata e ritorno per un totale di trenta partite.
In previsione di un aumento del numero di club nessuna squadra fu retrocessa in Divizia B.
Le qualificate alle coppe europee furono quattro: la vincente alla coppa dei Campioni 1973-1974, seconda e terza alla Coppa UEFA 1973-1974 e la vincente della coppa di Romania alla coppa delle Coppe 1973-1974.
Il Farul Constanța cambiò nome in FC Constanța.

## Squadre partecipanti
| Club                  | Città       | Stadio | Posizione 1971-1972 |
| --------------------- | ----------- | ------ | ------------------- |
| Steaua Bucarest       | Bucarest    |        | 9°                  |
| ASA Târgu Mureș       | Târgu Mureș |        | 4°                  |
| FC Constanța          | Costanza    |        | 11°                 |
| Rapid Bucarest        | Bucarest    |        | 10°                 |
| Dinamo Bucarest       | Bucarest    |        | 7°                  |
| Sportul Studențesc    | Bucarest    |        | Divizia B           |
| UTA Arad              | Arad        |        | 2°                  |
| Universitatea Craiova | Craiova     |        | 8°                  |
| FC Argeș Pitești      | Pitești     |        | Campione di Romania |
| Universitatea Cluj    | Cluj Napoca |        | 3°                  |
| Petrolul Ploiești     | Ploiești    |        | 14°                 |
| Jiul Petroșani        | Petroșani   |        | 12°                 |
| SC Bacău              | Bacău       |        | 6°                  |
| Steagul Roșu Brașov   | Brașov      |        | 5°                  |
| CSM Reșița            | Reșița      |        | Divizia B           |
| CFR Cluj              | Cluj Napoca |        | 13°                 |

## Classifica finale
|    | Classifica            | G  | V  | N  | P  | GF | GS | Dif | Pt |
| -- | --------------------- | -- | -- | -- | -- | -- | -- | --- | -- |
| 1  | Dinamo București      | 30 | 17 | 5  | 8  | 51 | 32 | +19 | 39 |
| 2  | Universitatea Craiova | 30 | 15 | 9  | 6  | 54 | 36 | +18 | 39 |
| 3  | FC Argeș Pitești      | 30 | 14 | 7  | 9  | 44 | 28 | +16 | 35 |
| 4  | SC Bacău              | 30 | 13 | 8  | 9  | 36 | 35 | +1  | 34 |
| 5  | CFR Cluj              | 30 | 11 | 11 | 8  | 33 | 33 | 0   | 33 |
| 6  | Steaua București      | 30 | 9  | 13 | 8  | 36 | 30 | +6  | 31 |
| 7  | Steagul Roșu Brașov   | 30 | 11 | 8  | 11 | 39 | 24 | +15 | 30 |
| 8  | FC Constanța          | 30 | 10 | 8  | 12 | 35 | 34 | +1  | 28 |
| 9  | UTA Arad              | 30 | 8  | 12 | 10 | 33 | 36 | -3  | 28 |
| 10 | Jiul Petroșani        | 30 | 11 | 6  | 13 | 38 | 43 | -5  | 28 |
| 11 | Petrolul Ploiești     | 30 | 9  | 10 | 11 | 22 | 32 | -10 | 28 |
| 12 | ASA Târgu Mureș       | 30 | 12 | 3  | 15 | 37 | 47 | -10 | 27 |
| 13 | Rapid București       | 30 | 7  | 12 | 11 | 29 | 29 | 0   | 26 |
| 14 | CSM Reșița            | 30 | 8  | 10 | 12 | 34 | 39 | +5  | 26 |
| 15 | Sportul Studențesc    | 30 | 6  | 13 | 11 | 32 | 50 | -18 | 25 |
| 16 | U Cluj                | 30 | 7  | 9  | 14 | 25 | 50 | -25 | 23 |

### Verdetti
- Dinamo București Campione di Romania 1972-73.

### Qualificazioni alle Coppe europee
- Coppa dei Campioni 1973-1974: Dinamo București qualificato.
- Coppa UEFA 1973-1974: Universitatea Craiova e FC Argeș Pitești qualificate.